# Matt Baglio
Matt Baglio (San Diego, Kalifornija,9. lipnja 1973.), američki književnik. Rođen i odrastao u San Diegu, Kalifornija. Godine 1996. diplomirao je na University of California, Santa Barbara, engleski jezik i književnost. Nakon što je radio kao pripravnik i asistent urednika za snowboarding časopis Trans World, Baglio se preselio u Los Angeles da bi tamo nastavio karijeru. 2000. godine, u nastojanju da proširi svoje horizonte, Baglio odlazi na put po Europi, a u Rimu upoznaje svoju buduću suprugu. Ubrzo nakon toga, preselio se u Italiju, a tijekom godina je radio za razne organizacije i časopise, uključujući Associated Press, američki magazin Snowboard Journal, COLORS, kao i niz drugih. Bagliovi interesi su različiti, a njegov rad pokriva različite teme poput vatikanske politike, borbe protiv mafije, Olimpijskih igara, sotonskih kultova itd. Obred je njegova prva knjiga.